# Trichacis alticola
Trichacis alticola är en stekelart som beskrevs av Lubomir Masner 1983. Trichacis alticola ingår i släktet Trichacis och familjen gallmyggesteklar. Inga underarter finns listade i Catalogue of Life.